# Lee Seung-won
Lee Seung-won (en coreano: 이승원; Yongin, Gyeonggi, 6 de marzo de 2003) es un futbolista surcoreano que juega como centrocampista en el Gimcheon Sangmu F. C. de la K League 1.

## Trayectoria
Jugó para varios equipos en Yongin, en la provincia de Gyeonggi de Corea del Sur, entre ellos Gyeonggi, Gyeonggi Yongin y Yongin Football Center, antes de su participación en la Competencia Nacional de Escuelas Secundarias de 2021 donde ganó el premio al mejor jugador y llamó la atención de varios clubes profesionales. Sin embargo, después de romperse el dedo del pie durante un torneo, se vio obligado a reconsiderar sus opciones y finalmente se matriculó en la Universidad de Dankook en 2022.
Después de haber jugado solo diez partidos para la Universidad Dankook en la U-League, varios ojeadores del Gangwon de la K League 1 quedaron impresionados con el desempeño del jugador. Al final de la temporada universitaria, Gangwon anunció que habían firmado a Lee para la temporada 2023. En su primera temporada en el club representó al equipo "B" en la Liga K4.

## Selección nacional
Lee comenzó a representar a Corea del Sur en el nivel sub-19 en el año 2022, donde actuó como capitán del equipo en un torneo amistoso en Lisboa, Portugal. Fue convocado a la selección sub-20 en enero de 2023, para asistir a un campo de entrenamiento en Murcia, España. Al mes siguiente, el entrenador Kim Eun-jung lo convocó para la Copa Asiática Sub-20 de la AFC de 2023, donde fue nombrado capitán. En el primer partido contra Omán, que terminó con una victoria por 4-0, Lee interceptó un pase mal colocado en la primera mitad, dribló el balón hasta el borde del área y asistió a Kim Yong-hak para hacer el primer gol.
Después de progresar en su grupo, Corea del Sur se enfrentó a China en los cuartos de final, pero Lee tuvo que abandonar el campo temprano debido a una lesión. Tras vencer a China, además de pasar a las semifinales del torneo, Corea del Sur se clasificó automáticamente para la Copa Mundial de Fútbol Sub-20 de 2023, donde se enfrentaría a Uzbekistán. Después de su lesión en el partido contra China, Lee se perdió la derrota en penaltis de las semifinales ante los eventuales campeones, Uzbekistán.
Lee mantuvo la capitanía de la selección sub-20 para la Copa Mundial Sub-20 de la FIFA 2023, y en su primer partido contra uno de los favoritos, Francia, contribuyó con un gol y una asistencia en la victoria por 2-1. Después de dos empates contra Honduras y Gambia, incluida una asistencia en el primero, Lee anotó su tercera asistencia del torneo en una victoria por 3-2 sobre Ecuador en los octavos de final. Corea del Sur luego venció a Nigeria 1-0 después de la prórroga en los cuartos de final, con Lee brindando la asistencia al defensa Choi Seok-hyeon para marcar el único gol del juego.
En la semifinal contra Italia, Lee anotó el gol de consolación en la derrota por 2-1, convirtiendo un penalti en la primera mitad. Marcó otro penalti en el partido por el tercer puesto contra Israel, que terminó con una derrota por 3-1. Tras la conclusión del torneo, Lee recibió el balón de bronce, otorgado al tercer mejor jugador por sus actuaciones. Terminó el torneo con tres goles y cuatro asistencias, superando el récord de Corea del Sur establecido por Lee Kang-in en una competencia de la FIFA, habiendo marcado un gol más que él en la Copa Mundial de Fútbol Sub-20 de 2019.

## Estadísticas

### Clubes
Actualizado al último partido disputado el 12 de agosto de 2023.
| Club                        | Div.          | Temporada     | Liga  | Liga  | Liga   | Copas nacionales | Copas nacionales | Copas nacionales | Copas internacionales | Copas internacionales | Copas internacionales | Total | Total | Total  |
| Club                        | Div.          | Temporada     | Part. | Goles | Asist. | Part.            | Goles            | Asist.           | Part.                 | Goles                 | Asist.                | Part. | Goles | Asist. |
| --------------------------- | ------------- | ------------- | ----- | ----- | ------ | ---------------- | ---------------- | ---------------- | --------------------- | --------------------- | --------------------- | ----- | ----- | ------ |
| Gangwon F. C. Corea del Sur | 1.ª           | 2023          | 6     | 0     | 0      | 0                | 0                | 0                | —                     | —                     | —                     | 6     | 0     | 0      |
| Gangwon F. C. Corea del Sur | Total club    | Total club    | 6     | 0     | 0      | 0                | 0                | 0                | 0                     | 0                     | 0                     | 6     | 0     | 0      |
| Total carrera               | Total carrera | Total carrera | 6     | 0     | 0      | 0                | 0                | 0                | 0                     | 0                     | 0                     | 6     | 0     | 0      |